# Становништво Византије
Становништво Византијског царства обухватало је све етничке и племенске групе које су тамо живеле — Албанце, Арапе, Јермене, Асирце, византијске Грке, Бугаре, Готе, Грузине, Латине, Словене, Трачане, Цане, Влахе и друге групе. Она је варирала кроз хиљадугодишњу историју државе. Владавина цара Јустинијана I средином шестог века била је врхунац експанзије царства; међутим, долазак куге 541. године нове ере и њени каснији рецидиви изазвали су озбиљно смањење становништва. После владавине цара Ираклија I (в. 610–641) и губитком прекоморских територија царства, Византија је територијално била ограничена на Балкан и Анадолију. Када је царство почело да се опоравља након низа сукоба у 8. веку и када су се његове територије стабилизовале, његово становништво је почело да се опоравља. До краја 8. века становништво царства било је око 7.000.000, број који се попео на преко 12.000.000 људи до 1025. године. Број је почео стално да опада, на 9.000.000 људи 1204. године нове ере, а потом на 5.000.000 људи 1282. године, са доласком Турака.

## Процене становништва
| Година | Број становника (процена) | Напомене                     | Површина (km2; процена) | Густина насељености (по km2; процена) |
| ------ | ------------------------- | ---------------------------- | ----------------------- | ------------------------------------- |
| 300    | 18,000,000                |                              | 2,000,000               | 9                                     |
| 311    | 17,000,000                |                              | 2,100,000               | 8.1                                   |
| 457    | 16,000,000                |                              | 2,350,000               | 6.81                                  |
| 518    | 19,000,000                |                              | 2,300,000               | 8.26                                  |
| 540    | 26,000,000                |                              | 3,200,000               | 8.13                                  |
| 565    | 20,000,000                |                              | 3,400,000               | 5.88                                  |
| 600    | 17,000,000                |                              | 2,900,000               | 5.86                                  |
| 641    | 10,500,000                |                              | 1,500,000               | 7                                     |
| 668    | 10,000,000                |                              | 1,300,000               | 7.69                                  |
| 775    | 7,000,000                 |                              | 880,000                 | 7.95                                  |
| 842    | 8,000,000                 |                              | 1,000,000               | 8                                     |
| 959    | 9,000,000                 |                              | 1,100,000               | 8.18                                  |
| 1025   | 12,000,000                | Смрт Василија II Бугароубице | 1,675,000               | 7.16                                  |
| 1097   | 5,000,000                 | Битка код Дорилеја (1097)    | 555,000                 | 9.09                                  |
| 1143   | 10,000,000                | Јован II Комнин умире        | 1,000,000               | 10                                    |
| 1204   | 9,000,000                 | Четврти крсташки рат         | 610,000                 | 14.75                                 |
| 1282   | 5,000,000                 | Смрт Михаила VIII Палеолога  | 550,000                 | 9.09                                  |
| 1312   | 2,000,000                 |                              | 460,000                 | 4.35                                  |
| 1320   | 2,000,000                 |                              | 420,000                 | 4.76                                  |